# 우사미 유키
우사미 유키(일본어: 宇佐美 友紀, 1984년 12월 6일 ~ )는 과거 일본의 여성 아이돌 그룹 AKB48에 소속되었던 멤버이자 연예인이다. 그룹에서 활동하던 당시 팀 A에 속했으며, AKB48에서 최초로 졸업한 멤버이기도 하다.

## 활동
우사미 유키는 사이타마현에서 태어났고 지바현에서 자랐다. 2005년 10월 30일 총 7,942명이 지원했던 AKB48 오프닝 멤버 오디션을 마치고 최종 합격되었다. 최종합격자는 모두 24명이었으며, 경쟁률은 330:1 이었다. 그 해 12월 8일, AKB48 극장이 오픈할 때 후보생 중 20명 자격으로 무대에 올랐다.
2006년 2월, 그룹의 인디즈 데뷔 싱글인 〈벚꽃잎들〉이 발매되었고, 싱글 표지에 적혀있는 타이틀 명 "桜の花びらたち"를 우사미 본인이 자필로 썼다. 다음 달인 3월 31일에 우사미는 AKB48을 졸업했으며, 이는 AKB48에서의 최초 졸업생이 된다.

## 참여 곡

### 싱글CD 선발 곡
- 〈벚꽃잎들〉

### 극장 공연 유닛 곡
- 〈별의 온도〉 (1st UNIT)

## 작품

### 영상 작품
- SPECIAL EDITION AKB48 〈Memories〉 우사미 유키 (2006년 6월 23일, AKS)
- 우사미 유키 ~USAMISU~ (2008년 8월 25일)